# Confédération générale du travail (Portugal)
Ne doit pas être confondu avec Confédération générale des travailleurs portugais - Intersyndicale nationale.
La Confédération générale du travail (Confederação Geral do Trabalho, CGT ou CGT-P) est une confédération de syndicats portugais créée lors du IIe Congrès national des travailleurs, tenu du 13 au 15 septembre 1919, à Coimbra. La décision de créer la CGT avait été approuvée, 5 ans plus tôt, lors du 1er Congrès national des travailleurs à Tomar, afin de remplacer l'União Operária Nacional (Union ouvrière nationale, UON). Au Congrès, les statuts de la CGT ont été rédigés, la création du quotidien A Batalha (pt) (La Bataille) entérinée et les principes du syndicalisme révolutionnaire nettement réaffirmés. Ce n'est qu'après avoir rejoint l'AIT en 1922, que la CGT commence à s'affirmer comme anarcho-syndicaliste.

## Les congrès de la CGT

### Le congrès de Coimbra (1919)

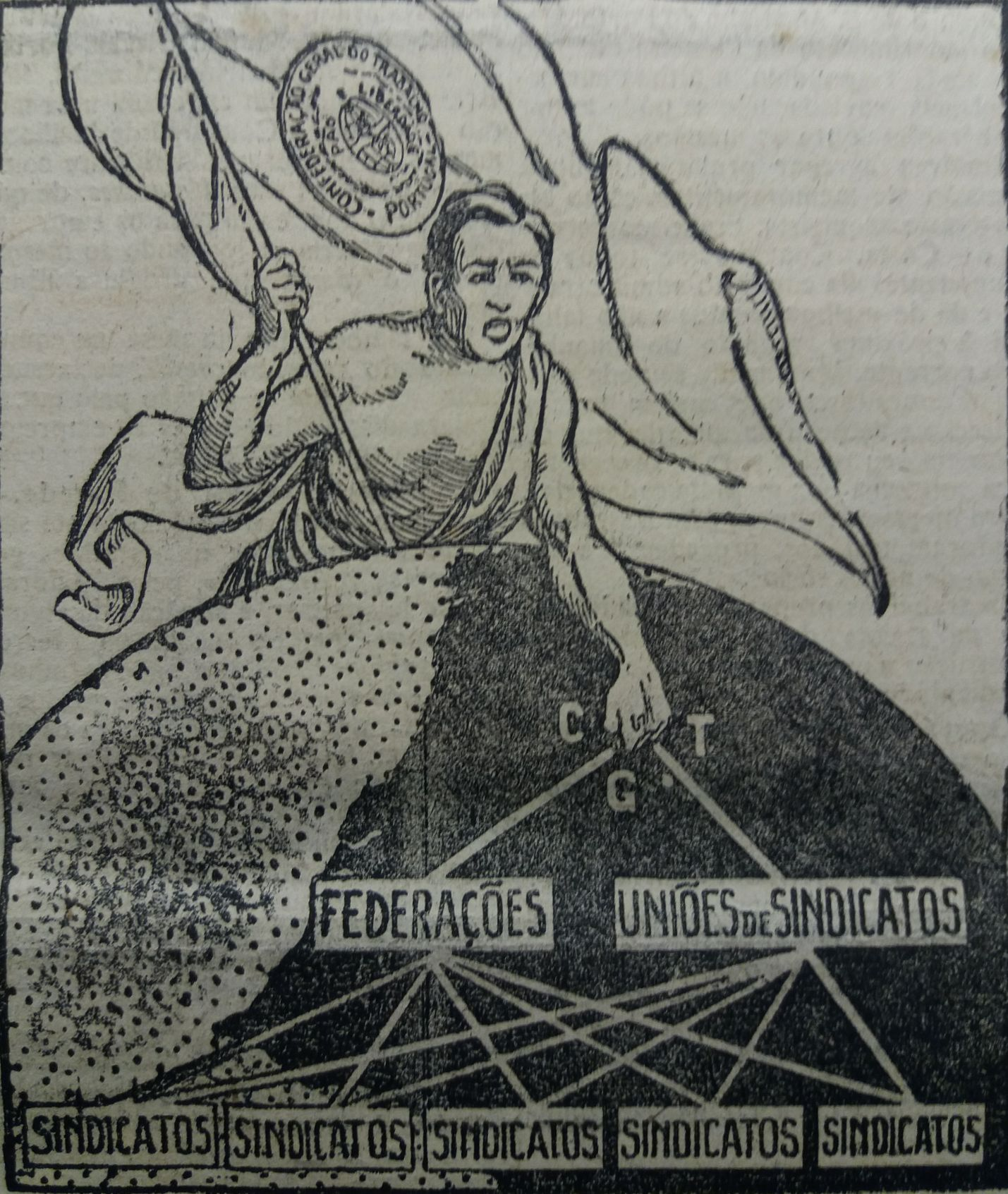
Dessin publié lors de la collecte de fonds pour la construction de la "Casa dos Trabalhadores" (1920).

Du 13 au 15 septembre 1919, à Coimbra, se tient le congrès fondateur de la Confédération générale du travail, selon les décisions déjà prises au congrès de Tomar en 1914. Ce congrès, qui réunissait des syndicats de tout le pays, représentant 80 000 travailleurs, s'est déroulé au plus fort de l'enthousiasme ouvrier pour la révolution russe, une « proposition de saluer la Russie et la Hongrie révolutionnaires » a ainsi été présentée et approuvée par des acclamations enthousiastes lors du Congrès. Cependant, bien que certains militants de la Fédération maximaliste aient tenté de proposer une motion pour que la CGT adhère à la IIIe Internationale, cette adhésion n'a pas été discutée et votée  .
Lors de la fondation de la CGT, un Conseil confédéral est également créé. Son comité était formé du secrétaire général, Manuel Joaquim de Sousa (Syndicat des travailleurs de la chaussure, du cuir et de la fourrure) en remplacement d'Alexandre Vieira, l'ancien secrétaire général de l'UON, des secrétaires adjoints, Miguel Correia (des cheminots) et José Carvalhal (des marins), d'un secrétaire administratif, Alfredo Neves Dias (du graphisme), d'un trésorier, Joaquim de Sousa (des métallurgistes), parmi les membres du conseil figuraient aussi Francisco Viana (métallurgiste, de l'Union des syndicats) et Alfredo Lopes (de la construction civile) .

### Le congrès de Covilhã (1922)
Le congrès de Covilhã a eu lieu le 1er octobre 1922. Le point le plus important qui était en discussion lors de ce congrès, était l'adhésion de la CGT-P à l'Association internationale des travailleurs de Berlin (AIT), ou bien l'adhésion à l'Internationale syndicale rouge de Moscou (ISR).
Le point "Relations internationales" a été un sujet central de discussion. Perfeito de Carvalho, qui s'était rendu en Russie au nom de la CGT, présentait la motion. Il était revenu d'URSS convaincu par les idées bolcheviques, au lieu d'exposer son rapport sur la situation russe, son intervention à consister à la défense de l'ISR et à la proposition d'y faire adhérer la confédération. En conséquence, le Congrès a approuvé la décision selon laquelle le rapport de Perfeito de Carvalho soit présenté au Conseil confédéral (ce qui ne s'est jamais produit).
Au moment de la discussion, Fernando de Almeida Marques, au nom des Jeunesses syndicalistes, exprime son désaccord avec l'adhésion à l'ISR, défendant la fidélité aux principes syndicalistes révolutionnaires défendus par la CGT-P .
Finalement, les délégués, se sont prononcés en faveur de l'adhésion à l'AIT  :
| Les motions                                                 | Votes en faveur (syndicats) |
| ----------------------------------------------------------- | --------------------------- |
| Pour l'Association internationale des travailleurs (Berlin) | 55                          |
| Pour l'Internationale syndicale rouge (Moscou)              | 22                          |
| Abstentions                                                 | 8                           |
| Absent du vote                                              | 57                          |

En raison de l'abstention importante, soulignée par les défenseurs de l'ISR, dès 1924 (28 septembre) un nouveau référendum a été lancé qui confirme l'adhésion précédente au Congrès à l' AIT  :
| Les motions                                        | Votes en faveur (syndicats) |
| -------------------------------------------------- | --------------------------- |
| Pour l'Association internationale des travailleurs | 104                         |
| Pour l'Internationale syndicale rouge              | 6                           |
| Absent                                             | 5                           |

### Le Congrès de Santarém (1925)
Le 4e Congrès ouvrier national, a eu lieu à Santarém, du 23 au 27 septembre 1925. Lors de ce congrès, l'AIT était représentée par Armando Borghi, la CNT espagnole était représentée par deux délégués : Adelino Gonzalez et Segundo Blanco.
Dans sa déclaration de principes, la CGT déclare que : «le Congrès repousse toute compromission avec les partis politiques, même de gauche ou avancés, dans leurs luttes pour la conquête du pouvoir même à travers des processus révolutionnaires, reconnaissant que les avantages démocratiques illusoires deviennent à leur tour des chaînes solides avec lesquelles les individus et les organisations consolident l'État et le capital. " 

#### Principes et objectifs de la CGT
- l'organisation fédérative autonome des travailleurs ;

- la lutte, en dehors de toute école politique ou doctrine religieuse, pour l'élimination du système du salariat et du patronat ;

- la collectivisation des moyens de production ;

- l'établissement de relations solidaires avec tous les centres ouvriers du monde ;

- l'élimination du capitalisme.

## Relation de la CGT avecA Batalha
Les relations de la CGT avec son organe de presse, A Batalha, n'ont pas toujours été les meilleures. Selon Manuel Joaquim de Sousa, plusieurs des directives et objectifs décidés par la CGT n'étaient pas poursuivis par le journal. Les rédacteurs ont parfois adopté des positions qui étaient étrangères ou contraires à celles qui étaient énoncées au Congrès confédéral.
Certains libertaires ont ainsi qualifié l'action du journal de "réformiste", en opposition à la position syndicaliste révolutionnaire de la CGT-P  .

## Dictature nationale et Estado Novo

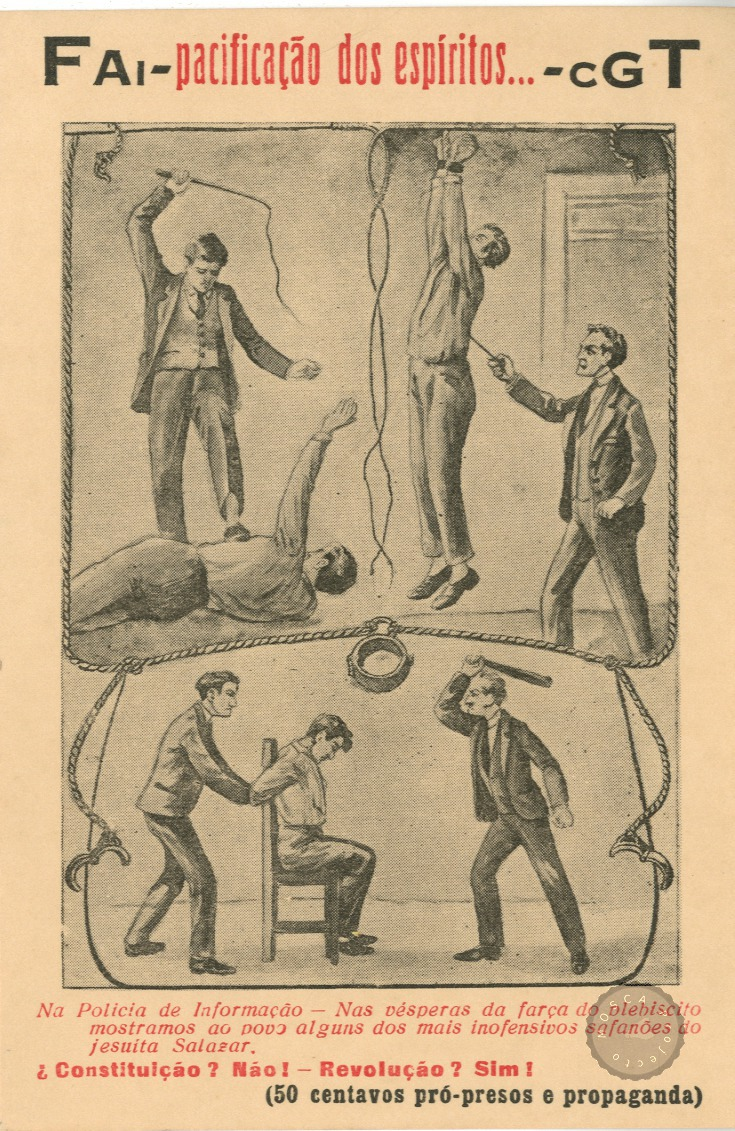
Brochure CGT-FAI sur la torture des anarchistes par la police politique.

Après le coup d'État du 28 mai 1926, qui met en place une dictature militaire "nationale", le mouvement ouvrier subit une répression brutale et la Confédération générale du travail est démantelée. En 1927, elle tente une grève générale contre le gouvernement en parallèle d'une tentative d'insurrection républicaine. Mais, cette action échoue et aboutie à une centaine de morts, la déportation d'environ 600 personnes impliquées dans les conflits vers les territoires d'outre-mer, l'interdiction de la CGT, d'A Batalha, de nombreux syndicats individuels, et des manifestations du 1er mai.
Le conseil de la confédération et le comité national cherchent à poursuivre leur travail dans la clandestinité. Un bulletin d'information régulier est publié, mais le 2 novembre 1927, une attaque du gouvernement, avec l'arrestation de militants et l'attaque de la police contre des bureaux syndicaux suspects, a encore restreint l'activité syndicale. La CGT-P continue néanmoins d'exister. En 1929, elle a même pu regagner la légalité au bout une bataille judiciaire.
En 1933, Salazar met en place la dictature d'inspiration fasciste de l'Estado Novo. Le 23 septembre 1933, deux décrets gouvernementaux interdisent tous les syndicats non contrôlés par l'État. Une grève générale de la CGT et d'autres organisations, déclarée le 18 janvier 1934, échoue. Les activités illégales de la CGT sont alors limitées à Lisbonne et à l'Algarve. En 1938, Emídio Santana, le secrétaire général de la fédération, participe à une tentative d'assassinat ratée contre Salazar. La répression qui s'ensuivit tua complètement la CGT.